# Heikinsaari (ö i Lappland, Östra Lappland, lat 67,22, long 27,39)
Heikinsaari är en ö i Finland. Den ligger i vattendraget Kitinen och i kommunen Pelkosenniemi i den ekonomiska regionen  Östra Lapplands ekonomiska region  och landskapet Lappland, i den norra delen av landet, 800 km norr om huvudstaden Helsingfors. Öns area är 3,7 hektar och dess största längd är 470 meter i sydöst-nordvästlig riktning.